# Бігуді

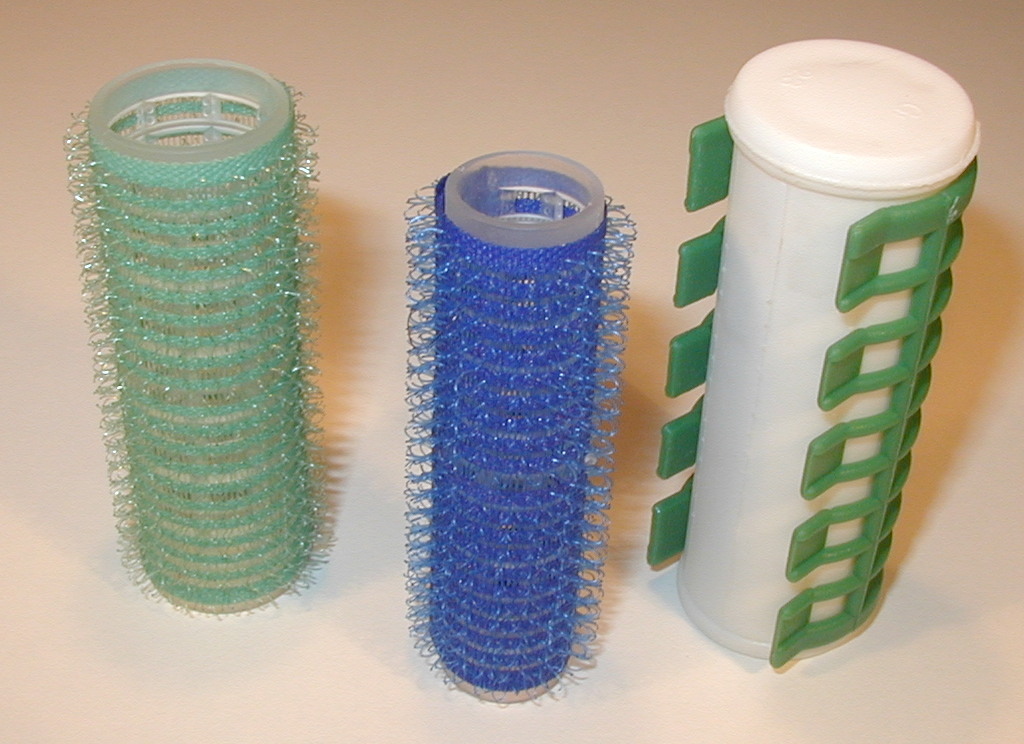
Бігуді

Бігуді́ незм. (від фр. bigoudi, можливо, від bigotère — «пристрій для накручування вусів») — предмет, за допомогою якого пряме волосся завивають у кучері. Волосся намотують на бігуді і частково піддають впливу хімічних препаратів, води та/або тепла для отримання відповідної зачіски.

## Види бігуді
Можна виділити такі типи бігуді:
- Бігуді-липучки — їх краще використовувати при короткому волоссі, оскільки довге в них часто плутається. Однак вони бережуть волосся від заломів, які з'являються від замків для бігуді;
- Магнітні бігуді — використовуються на вологе волосся. Призначені для створення об'ємних локонів, які додають волоссю візуальну густоту;
- Бігуді бумеранги — так називають м'які бігуді, зроблені з міцного гнучкого дроту, поміщеного в поролонову оболонку;
- Термобігуді — дозволяють швидко завити волосся, проте сильно йому шкодять;
- Електричні бігуді — їх вмикають у розетку, нагріваючи до певної температури, і роблять укладку як на сухі, так і на вологі пасма;
- Поролонові бігуді — хороші тим, що не травмують структуру волосся, але вони занадто мнуться, накрутивши локони головою краще ні до чого не притулятися, інакше укладання зімнеться;
- Бігуді з йоржиком — за своєю властивістю і призначенням нагадують липучки. Як і липучки, їх легко закріплювати на волосся, але вони вже закріплюються за допомогою спеціальних паличок;
- Коклюшки — бігуді у вигляді паличок. Їх найчастіше використовують для хімічної завивки. Але, з їх допомогою можна створювати і модні укладання. Коклюшки можуть бути пластмасовими, гумовими або дерев'яними.

## Використання
Щоб накрутити бігуді, слід попередньо вимити і злегка підсушити волосся (воно повинне залишатися вологим). Перед тим, як скористатися бігуді, слід нанести на волосся засіб для укладання. Розділіть волосся на пасма. Залежно від їх товщини залежатиме кінцевий варіант зачіски. Починати процедуру завивки найкраще з пасма, яка розташована в центрі тімені. Починаючи з кінчиків, завивати волосся у напрямку до коріння волосся. Можна робити як горизонтальну завивку, так і вертикальну. Після цього слід підсушити волосся феном, або дочекатися, поки воно висохне природним чином.